# Chartreuse de Tárkány
La chartreuse de Notre-Dame-du-Val-de-Secours en latin : Domus Beatæ Mariæ Vallis Auxilii est un ancien monastères chartreux, à Felsőtárkány en Hongrie, aussi communément appelée aussi chartreuse de Tarkan.

## Histoire
Selon Dedek, la chartreuse est fondée vers 1330 par Nicholas Dörögdi (en) (†1361), évêque d’Eger. D'autres sources donne comme fondateur, Jean, seigneur de Tarkan, frère de Kokoš de  Brezovica, fondateur de Lechnitz. Le chapitre général mentionne un certain nombre de ses bienfaiteurs, dont Johann Beckenschlager, archevêque de Salzbourg, mais elle est très pauvre. En 1394 et les années suivantes, la taxe du chapitre est remise au prieur « à cause de son indigence ». Les principales possessions de ce monastère sont à Felsőtárkány, à Zsercz et à Saint-Istvan. 
En 1433, elle abrite les religieux de Lethenkow et de Lechnica, momentanément expulsés. En 1436, l'évêque Pierre Rozgonyi (hu) donne le bourg de Noszvaj en échange de Felsö Tarkany. Il faut ajouter à cela un établissement de bains, mentionné dans un acte ancien : Molendinum in fluvio Egervize vocato ad balneum Cartusiensium penes plateam Ujvaros. 
En 1466, ils portent plainte au roi Vladislas contre les habitants et les juges de la ville de Koevesd, qui dévastent leurs possessions, principalement leurs forêts. Le monarque ordonne à Borsoed Frangipanis et au chapitre d'Eger d'examiner sérieusement l'affaire et de la terminer par une sentence judiciaire, en faveur des Chartreux. 
En 1471, la possession d’un domaine éloigné est autorisée. 
Malgré sa pauvreté, le Val-de-Secours entretient pas moins de douze moines et de cinq convers selon le livre des Visites, depuis 1460 jusqu'à 1520. À partir de cette dernière date les admissions sont plus rares.
La maison est détruite par les Turcs en 1543. En 1557, Ferdinand Ier attribue les biens au chapitre d’Eger, puis au fisc deux ans plus tard.

## Prieurs
Le prieur est le supérieur d'une chartreuse, élu par ses comprofès ou désigné par les supérieurs majeurs. 
- Christophe Hypffel (†1451), devient prieur de Seiz, puis de Gaming.
- Thomas (†1475), termine sa carrière à la chartreuse de Leweld.
- Barnabé
- Fabien, profès de Seiz.